# 久世 (イラストレーター)
久世（くぜ）は日本のイラストレーター。

## 作品

### 小説の表紙・挿絵
- 『アンシーズ』シリーズ（宮沢周著、スーパーダッシュ文庫刊）
  - アンシーズ～刀侠戦姫血風録～ ISBN 978-4086305051（2009年9月25日）
  - アンシーズ 2 ～刀侠戦姫言想録～ ISBN 978-4086305242（2009年12月25日）
  - アンシーズ 3 ～刀侠戦姫飛恋録～ ISBN 978-4086305433（2010年3月25日）

- 『銀の河のガーディアン』シリーズ（三浦良著、富士見ファンタジア文庫刊）
  - 銀の河のガーディアン ISBN 978-4-8291-3559-4（2010年8月20日）
  - ドラゴンマガジン9月号短編・挿絵
  - 銀の河のガーディアン2 ISBN 978-4-8291-3599-0（2010年12月18日）